# Celeriblattina major
Celeriblattina major är en kackerlacksart som beskrevs av Johns 1966. Celeriblattina major ingår i släktet Celeriblattina och familjen småkackerlackor. Inga underarter finns listade i Catalogue of Life.